# Karel Appel was hier
Karel Appel was hier is een kunstwerk in Amsterdam-Oost. Het beeldje is 17 bij 21 bij 9 cm (breedte × hoogte × dikte).
Het beeldje, een zogenaamde gevelteken, hangt aan de gevel van Dapperstraat 7, het pand waar de kunstenaar Karel Appel zijn jeugd zou hebben doorbracht. Aan de gevel hangt hier sinds 2010 een bronzen beeldje aan de gevel, het is in de vorm van een appel, die in zoverre is opgegeten dat de letters Karel Appel was hier overbleven. Het werk is afkomstig van Martijn Sandberg, de opdracht kwam van Woningstichting De Key. Sinds 2010 is hier het zogenaamde Karel Appelhuis gevestigd, een pand dat dient tot huisvesting en exposities van buitenlandse studenten aan de Rijksakademie van beeldende kunsten. Het huis is geheel ingericht in de kleuren van Karel Appel. Het huis werd op 25 april geopend, de geboortedag van de kunstenaar. Niet iedereen kon de opening van dit pand waarderen, bewoners van de buurt rondom de Dappermarkt zaten nog midden in de ellende van de grootscheepse renovatie dan wel sloop.
Sandberg omschreef het als volgt. Er is een echte appel drie-dimensionaal ingescand met een laserscanner. De scan is omgezet naar een bestand en vervolgens digitaal bewerkt, daarna is volgens dat bestand een mal gegoten in kunststof. Vanuit de mal is het bronzen beeldje gemaakt waarop en appelgroen patinalaag is aangebracht. Sandberg legde de verbinding Karel Appel via de meeste logische weg; het afbeelden van een appel. Hij vond ook een verbinding met de Dappermarkt. Karel Appel veroverde de kunstmarkt, de Dappermarkt verkoopt appels.   
Vlak voor de opening kwam Karels broer Joop Appel met de opmerking dat de winkel van Jan Appel en Johanna Albertina Gezina Chevallier niet gevestigd was op nummer 7 maar op Dapperstraat 17 huis (aanduiding begane grond). Het gezin woonde daar ook af en toe achter hun kapperszaak, maar bewoonde ook wel etagewoningen in de buurt (Linnaeusstraat en Commelinstraat). De Key vond het zonde het project af te blazen mede gezien het feit dat het oorspronkelijke gebouw Dappermarkt 17 in de eerste jaren van de 21e eeuw werd gesloopt. Dat huis vormde een onderdeel van een zestal gelijke woon/winkelhuizen Dapperstraat 15-25 ontworpen door timmermannen uit de familie Zielschat uit 1878. Timmermannen ontwierpen toen vaker gebouwen in de revolutiebouw. 